# Mats Zuccarello
Mats André Zuccarello Aasen (født 1. september 1987) er en norsk ishockey -spiller, der siden juli 2019 spiller for Minesota wild i National Hockey League (NHL). Han spillede tidligere for New York Rangers og Dallas Stars i NHL, for Metallurg Magnitogorsk i Continental Hockey League (KHL), for MoDo Hockey på svensk  Elitserien og for Frisk Asker i GET-Ligaen i Norge.

## Eksterne links
https://www.eliteprospects.com/player/10881/mats-zuccarello
1. ↑  International Ice Hockey Federation, hentet 11. maj 2024 (fra Wikidata).
2. ↑  Navnet er anført på bokmål og stammer fra Wikidata hvor navnet endnu ikke findes på dansk.